# Wybrzeże Koszalińskie
Wybrzeże Koszalińskie (313.47) – region geograficzny obejmujący wąski fragment wybrzeża nad Morzem Bałtyckim pomiędzy Kołobrzegiem a Ustką, część Pobrzeża Koszalińskiego. Wydzielony jako mezoregion w ramach wieloautorskiej aktualizacji podziału fizycznogeograficznego Polski dokonanej w 2018 roku. W regionalizacji Jerzego Kondrackiego z 1994 roku region nie był wyróżniony i wchodził w skład mezoregionu Wybrzeża Słowińskiego.
Region rozciąga się pasem długim na 96 km i zajmuje powierzchnię 531 km² na obszarze województw pomorskiego i zachodniopomorskiego, obejmując swoim zasięgiem Kołobrzeg, Ustkę, Darłowo i Mielno. Na zachodzie graniczy z mezoregionem Wybrzeża Trzebiatowskiego, na południu z Równiną Białogardzką i Równiną Słupską, a na wschodzie z Wysoczyzną Damnicką, której niewielki płat oddziela Wybrzeże Koszalińskie od Wybrzeża Słowińskiego.
Urozmaicony krajobraz cechuje występowanie płaskich bądź lekko falistych wysoczyzn morenowych, równin aluwialnych, a także jezior przybrzeżnych zamkniętych mierzejami. Dość licznie występują mokradła, a w strefie przybrzeżnej – plaże i wydmy. Pod względem pokrycia terenu jest to kraina rolnicza z przeważającym udziałem łąk i pastwisk na glebach przeważnie płowych i brunatnych.
Z większych rzek w obrębie mezoregionu do Bałtyku wpływają tutaj: Parsęta, Wieprza i Słupia. Największym jeziorem przybrzeżnym jest Jamno (22,4 km²), jednak cenniejsze przyrodniczo są mniejsze akweny objęte ochroną w ramach programu Natura 2000: Bukowo (17,5 km²), Wicko (10,6 km²) oraz Kopań (7,9 km²). Z uwagi na masową turystykę w okresie letnim przyroda mezoregionu podlega intensywnej presji antropogenicznej.